# ウェスタンアプローチ管区

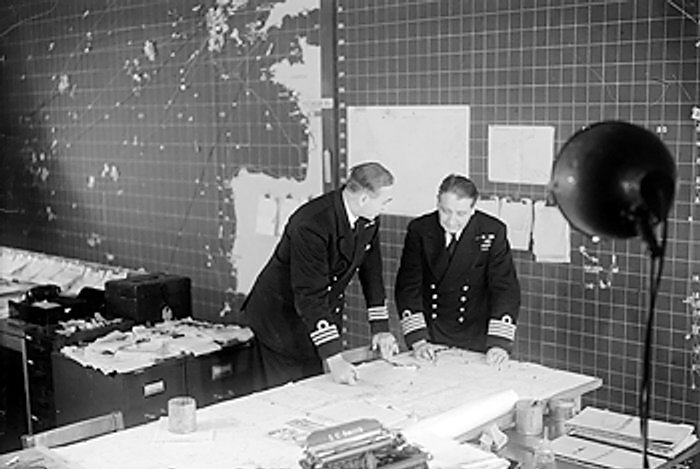
リバプールの管区司令部（ダービーハウス）で輸送船団の運行計画を議論する司令部スタッフ

ウェスタンアプローチ管区（－かんく、英: Western Approaches Command）は、第二次世界大戦中のイギリス海軍の管区の一つである（訳注:管区は担当地域の防衛と、艦隊の支援に当たる組織。日本海軍の鎮守府に相当する）。その主要任務はウェスタンアプローチにおける船舶の安全の確保であった。
1939年9月に第二次世界大戦が始まった際、ウェスタンアプローチ管区はプリマスに司令部を置いており、司令長官はマーチン・ダンバーナスミス大将だった。管区の主な任務は、北大西洋からウェスタンアプローチ南部・アイルランド南部を航行する輸送船団の保護である。1940年6月にフランスが降伏すると、大西洋を通る輸送船団の主要航路は、前述のものからウェスタンアプローチ北部－北アイルランドを通過する航路へと変化した。この変更された主要航路を効率よく管制するためと、ドイツ軍の空襲を避けるために、1940年の終わりには司令部をリバプールに移転することが決定された。1941年2月7日、ウェスタンアプローチ管区は分割され、司令部はプリマスからリバプールのダービーハウスに移転した。同時にイギリス空軍の沿岸軍団（en）も、リバプールに移転している。ダンバーナスミス大将はプリマスに残り、新設のプリマス管区の指揮を執った。2月17日にパーシー・ノーブル大将が、新しいウェスタンアプローチ管区の司令長官に補職された。
この後ほぼ2年に渡り、ノーブル大将はグリーノック、ロンドンデリー、リバプールにあった輸送船団の護衛部隊基地を拡充し、リバプールに対潜戦術学校を設立するなど、大西洋の戦いの勝利の基礎となった施設を整備した。また、それまで船団護衛部隊は、手すきの艦艇を寄せ集め臨時に一つの部隊としたものばかりであったが、ノーブル大将はこれを変革し、各護衛艦がチームワークを発揮して協同作戦が可能なよう、護衛部隊をある程度固定編成にするとともに、各部隊に共同訓練を行わせた。
1942年11月19日、ウェスタンアプローチ管区の司令長官はノーブル大将からマックス・ホートン大将に替わった。ホートン大将は戦争が終わり管区が役目を終える1945年8月15日までその地位にあった。
ホートン大将のリーダーシップはUボートの脅威を撃ち破るために、重要な役割を果たした。彼は輸送船団を直接護衛する護衛部隊に加えて、「サポートグループ」と呼ばれる部隊を組織した。サポートグループは基本的には輸送船団に同行するが、直接護衛にあたる部隊と違い、個々の船団の安全に責任を負っていなかった。このためサポートグループは、偵察やHF/DF（敵の電波を探知する装置）によって標定された敵潜水艦を攻撃するために艦艇を分派した際、大きな戦術的柔軟性を得ることが出来た。このような場合、通常の直接護衛部隊はある程度のところで攻撃を切り上げ、船団の元へ戻らなければならなかったが、サポートグループは敵潜水艦に止めを刺すまで、長時間攻撃を続けることが出来たのである。また、他の船団が重大な脅威に直面したときは、管区司令部からの命令でその船団の支援にあたることもあった。